# Ясное (посёлок, Днепропетровская область)
Ясное (укр. Ясне, до 2025 года — Жемчужное) — посёлок, Юрьевский поселковый совет, Павлоградский район (до административной реформы 2020 — Юрьевский район), Днепропетровская область, Украина.
Код КОАТУУ — 1225955103. Население по переписи 2001 года составляло 26 человек.

## Географическое положение
Посёлок Жемчужное находится на расстоянии в 3 км от села Новогригоровка и в 4-х км от пгт Юрьевка. Через посёлок проходит железная дорога, станция Жемчужное. Посёлок находится в 3,2 км от Харьковской области.